# Gymnangium speciosum
Gymnangium speciosum is een hydroïdpoliep uit de familie Aglaopheniidae. De poliep komt uit het geslacht Gymnangium. Gymnangium speciosum werd in 1877 voor het eerst wetenschappelijk beschreven door Allman. 